# Aeroporto Internacional Capitão FAP José Abelardo Quiñones Gonzáles
O Aeroporto Internacional Capitão FAP José Abelardo Quiñones Gonzáles, também conhecido como Aeroporto Internacional de Chiclayo (IATA: CIX, ICAO: SPHI), é um  aeroporto internacional localizado em Chiclayo, Peru. Foi batizado em homenagem ao herói nacional José Abelardo Quiñones Gonzales. 

## Histórico
Foi inaugurado em 16 de abril de 1956 e passou à categoria de aeroporto internacional em março de 1994. É operado desde março de 2008 pela empresa  Aeropuertos del Perú, empresa privada que ganhou a concessão do aeroporto em 2006.
É o principal aeroporto da região de Lambayeque uma das mais povoadas do país. Atualmente recebe voos comerciais regulares das empreas: Copa Airlines, LATAM Peru, Star Perú e Viva Air Perú.

## Companhias aéreas e destinos
| Cias Aéreas   | Destinos    |
| ------------- | ----------- |
| Copa Airlines | Panamá City |
| LAN Airlines  | Lima        |
| LAN Peru      | Lima, Piura |
| LC Peru       | Lima        |